# Marguerite de Parme (1522-1586)
Pour les articles homonymes, voir Marguerite de Parme et Marguerite d'Autriche.
Marguerite de Parme ou Marguerite d'Autriche, en italien Margherita d'Austria, née le 5 juillet 1522 à Audenarde (Flandre) et morte le 18 janvier 1586 à Ortona (Abruzzes), fille naturelle de Charles Quint, duchesse de Parme et de Plaisance à partir de 1547, par son mariage avec Octave Farnèse, a été « gouvernante et régente » des Pays-Bas de 1559 à 1567 au nom de son demi-frère Philippe II, roi d'Espagne et souverain des Pays-Bas.
Fille naturelle légitimée de Charles Quint, Marguerite épouse Alexandre de Médicis, puis Octave Farnèse, devenant duchesse de Parme en 1545. Lors de son abdication des trônes des Pays-Bas (1555) et d'Espagne (1556), Charles Quint recommande à son fils Philippe de maintenir de bonnes relations avec le duc et la duchesse de Parme. Effectivement, lorsque Philippe, après la paix du Cateau-Cambrésis avec la France (1559) décide de quitter les Pays-Bas, il fait appel à Marguerite pour assurer la régence dans ses possessions néerlandaises. 
Durant son mandat, Marguerite doit faire face à des tensions politiques et religieuses de plus en plus fortes, qui aboutissent en 1566 aux débuts de la révolte des Gueux. Philippe II ayant envoyé aux Pays-Bas des forces armées commandées par le duc d'Albe (août 1567), Marguerite se sent très vite marginalisée par celui-ci et abandonne sa fonction en décembre 1567. L'échec du duc d'Albe face à l'insurrection (il est rappelé en 1573) amènent un peu plus tard Philippe à nommer le fils de Marguerite, Alexandre Farnèse, gouverneur des Pays-Bas (1578-1592).

Marguerite de Parme

## Biographie

### Origines familiales et formation
Née le 5 juillet 1522 à Audenarde, dans le comté de Flandre, Marguerite est la fille du jeune Charles Quint, né à Gand en 1500, souverain des Pays-Bas, roi de Castille et roi d'Aragon, chef de la maison de Habsbourg, élu empereur en 1519, et de Johanna van der Gheynst, fille d'un tapissier, servante de Charles de Lalaing, seigneur de Montigny. 
Cette naissance intervient avant le mariage de Charles Quint avec Isabelle de Portugal en 1526.
Reconnue par son père, Marguerite est éduquée selon les règles convenant à son rang. Elle a pour préceptrice sa grand-tante Marguerite d'Autriche, fille de l'empereur Maximilien, puis à la mort de Marguerite, sa tante Marie de Hongrie, chargées successivement de la fonction de gouverneur général des dix-sept provinces des Pays-Bas, qui s'étendent alors de la Frise à l'Artois, ensemble issu de l'État bourguignon de Charles le Téméraire.

### Épouse d'Alexandre de Médicis (1536-1537)
À une époque de guerres politiques ou religieuses en Europe, notamment les guerres d'Italie entre Charles Quint et les rois de France, Marguerite devient un élément essentiel dans le jeu des alliances.
En 1533, elle reçoit en dot les fiefs italiens de Penne, Campli, Leonessa, Cittaducale et Montereale et est promise à Alexandre de Médicis (« Alexandre le Maure »), duc de Toscane, à la suite du traité de Barcelone conclu en juin 1529 entre le pape Clément VII (Jules de Médicis) et Charles Quint. 
Le mariage est célébré le 18 janvier 1536. À cause du caractère d'Alexandre, ce n'est pas un mariage heureux, mais il dure  peu de temps : le 6 janvier 1537, Alexandre est assassiné par son cousin Lorenzino de Médicis, et reste sans descendance.

### Épouse d'Octave Farnèse

#### Un mariage arrangé (1538)

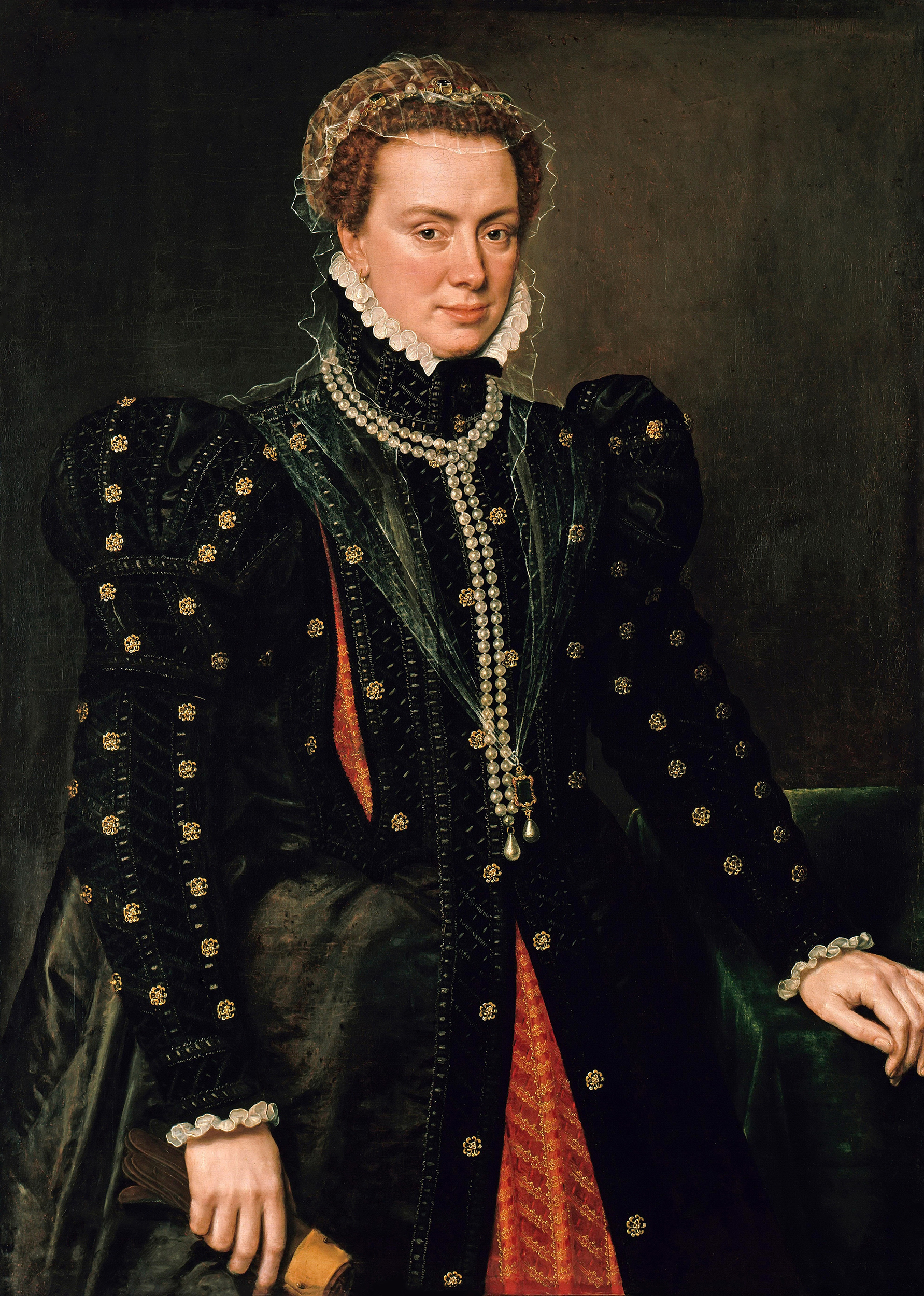
Marguerite de Parme, par Antonio Moro, 1562, Berlin.

Le situation de Marguerite incite Paul III (Alexandre Farnèse) à demander sa main pour son petit-fils âgé de 15 ans, Octave Farnèse, fils de Pierre Louis Farnèse et héritier du duché de Castro. Après avoir été duchesse de Toscane, Marguerite, âgée de 17 ans, ne le juge pas digne d'elle, bien que le pape accumule pour lui les honneurs, les charges et les richesses. Contrainte par la raison d'État, elle se présente à Rome vêtue de noir (couleur du veuvage) pour bien manifester son désaccord.
Le mariage est célébré le 4 novembre 1538 dans la chapelle Sixtine au Vatican, en présence du pape.
Paul III met tout en œuvre pour que les propriétés qu'Alexandre de Médicis avait à Rome restent aux mains de Marguerite.

#### Des débuts difficiles (1538-1545)
Le mariage ne se révèle pas heureux. Marguerite regrette continuellement la cour des Médicis et cherche par tous les moyens à ne pas consommer le mariage ; elle est soupçonnée d'aimer les femmes, ce qui fait beaucoup parler ses contemporains. 
Octave se montre peu compréhensif et manque de délicatesse. Selon les dépêches que reçoit Charles Quint, il semble que Paul III et Pierre Louis fassent tout ce qu'ils peuvent pour remonter le moral de Marguerite, pendant qu'Octave mène une vie nocturne active.
Les choses changent en 1545 lorsqu'il apparaît que Marguerite est enceinte (à partir de décembre 1544).
Le 17 août 1545 le pape crée en faveur de Pierre-Louis Farnèse un duché de Parme et Plaisance, ce qui permet à Octave de devenir duc de Castro. 
Le 27 août 1545 a lieu la naissance de deux fils jumeaux, Charles (mort très jeune) et Alexandre (1545-1592). Ils reçoivent le baptême à l'église Saint-Eustache de Rome, en présence de dix-neuf cardinaux. Ils ont deux parrains d'exception : Charles Quint et sa sœur Éléonore de Habsbourg, reine de France.

#### Laguerre de Parme(1551)
L'assassinat de Pierre-Louis Farnèse en 1547 à Plaisance, provoque un conflit autour du duché de Parme, dont le statut n'est pas stabilisé. 
Octave Farnèse succède à son père, mais Charles Quint ne reconnaît pas l'existence du duché et lorsque Paul III est remplacé par Jules III en 1550, celui-ci ne reconnaît pas non plus l'accaparement de Parme par les Farnèse et devient donc l'allié de Charles Quint. Octave conclut alors une alliance avec Henri II, roi de France depuis 1547.
Le duché de Castro est confisqué par le pape, tandis que le gouverneur de Milan, Ferdinand de Guastalla (en italien Ferrante Gonzaga) occupe une partie du duché et se prépare à mettre le siège devant Parme. Henri II envoie une armée occuper le Piémont, mettant fin à l'offensive de Ferdinand de Guastalla. Pendant cette période, Marguerite réside dans la ville et réconforte les Parmesans par sa présence. 
Après un échec des troupes pontificales à Mirandola, un accord de trêve de deux ans est conclu le 29 avril 1552 : Octave Farnèse récupère le duché de Castro et la question de Parme doit être négociée entre lui et le pape (elle sera réglée en 1559, dans le cadre du traité du Cateau-Cambrésis). 
Le courage dont Octave a fait preuve dans cette période difficile amène Marguerite à réviser l'opinion qu'elle a de son mari et le couple se ressoude dans un sentiment partagé d'amitié et de compréhension.

#### Les relations avec Philippe II (1555-1559)
En octobre 1555, Charles Quint abdique ses fonctions de souverain des Pays-Bas et en janvier 1556 de roi d'Espagne, au profit de son fils Philippe : il lui recommande sa demi-sœur Marguerite et Philippe II va effectivement développer une politique de rapprochement avec le duché de Parme, où Octave Farnèse s'est écarté de l'alliance française au profit de l'Espagne. Le 15 septembre 1556 est signé le traité de Gand entre Philippe et Octave Farnèse.
Une des clauses du traité prévoit qu'Alexandre Farnèse soit placé sous le tutorat du roi d'Espagne (c'est-à-dire, aussi : devienne son otage), qui se trouve alors aux Pays-Bas pendant les dernières guerres d'Italie. En décembre 1556, Marguerite vient donc à Bruxelles avec Alexandre, puis rentre à Parme.
En 1559, la onzième guerre d'Italie prend fin avec le traité du Cateau-Cambrésis (avril 1559), qui est favorable à Philippe II. Dans cette situation de paix, il nomme Marguerite gouvernante générale des Pays-Bas à la place d'Emmanuel-Philibert de Savoie. 
Marguerite quitte Plaisance le 25 mai, au milieu des acclamations de la foule. Quand elle arrive aux Pays-Bas, le roi la présente aux États généraux réunis à Gand et lui confère les pleins pouvoirs. 
En quittant  un peu plus tard les Pays-Bas (où il ne reviendra plus), Philippe II emmène Alexandre Farnèse avec lui.

### Gouvernante des Pays-Bas (1559-1567)

#### Le gouvernement des Pays-Bas de 1559 à 1565
Sa fonction de « gouvernante et régente » ne lui donne pas tout le pouvoir : elle est en effet assistée par trois conseillers proches de Philippe II, qui forment la « consulte » : le chancelier Viglius van Aytta, Charles de Berlaymont et  Antoine Perrenot de Granvelle, évêque d'Arras, nommé cardinal (février 1561) et archevêque de Malines lors de la création des nouveaux évêchés des Pays-Bas (mars 1561). Ces trois hommes détiennent des fonctions importantes dans les institutions mises en place par Charles Quint (conseil des Finances, conseil privé, conseil d'État et cour de Malines).  
Le pouvoir effectif passe du conseil d’État, où dominaient les familles aristocratiques, à la Consulte, qui exaspère à la fois les nobles marginalisés (représentés à partir de 1561, par les conseillers d'État Lamoral d'Egmont, Philippe de Montmorency, comte de Hornes, et Guillaume d'Orange), trois hommes qui ont servi Charles Quint et Philippe II durant les guerres d'Italie), ainsi que la Gouvernante.
Un second sujet de mécontentement de la noblesse est la mise en place de la nouvelle organisation ecclésiastique en 1561. Les six évêchés traditionnels sont remplacés par 18 évêchés dont trois archevêchés (Malines, Utrecht et Cambrai). Mais les nouveaux postes sont attribués conformément aux principes formulés par le concile de Trente (les évêques doivent avoir une formation théologique et résider effectivement dans leur diocèse), ce qui met fin aux attributions de complaisance qui avaient lieu antérieurement au profit de cadets de familles nobles. 
Un troisième problème est la question de l'attitude face au protestantisme, qui se développe à cette époque aux Pays-Bas sous la forme du calvinisme. Philippe II, suivi par la Consulte, est pour l'éradication de l'hérésie, alors qu'un certain nombre de nobles néerlandais sont déjà convertis et que les nobles catholiques sont souvent partisans de la liberté de conscience (tradition issue du courant érasmien), éventuellement d'une certaine tolérance concernant le culte protestant dans l'espace public.
Marguerite cherche une voie médiane pour éviter une révolte attisée par le mécontentement d'une majorité de la noblesse à la suite de la perte d'autorité du conseil d'État et par la colère populaire face aux décrets réprimant l'hérésie protestante par des peines féroces. Face à l'impossible application de ces dernières, elle cherche à adoucir la politique anticalviniste de Philippe II. Il s'agit également de calmer les grandes familles exaspérées par Granvelle et partisanes de l'apaisement avec les calvinistes.

#### La crise de 1566
L'hostilité éclate avec la pétition remise au palais de Bruxelles par 400 nobles qui contestent la politique royale. C'est le compromis des nobles, appellation qui se double de celle de banquet des gueux. En effet, traités de gueux par un conseiller de la Gouvernante, les signataires tiennent à Bruxelles, en l'hôtel de Culembourg un banquet provocateur où, par défi, ils paraissent habillés pauvrement comme des gueux. 
La révolte des Gueux éclate en août 1566 avec de violentes actions iconoclastes dans de nombreuses villes des Pays-Bas, surtout dans les provinces méridionales. Des calviniste radicaux saccagent des lieux de culte catholiques au prétexte de la lutte contre l'idolâtrie des images des saints.

#### La révolte des Gueux et le retrait de Marguerite (1566-1567)
Elle est notamment marquée par le siège de Valenciennes (décembre 1566-mars 1567).
En août 1567, l'arrivée du duc d'Albe avec 10 000 hommes marque une volonté de Philippe II de rétablir l'ordre.
Suivant les conseils des gouverneurs de provinces appartenant à la noblesse, comme le comte d'Egmont en Flandre, la Gouvernante tente une politique de clémence que désapprouve le roi. Coincée entre l'intransigeance de son frère et la sympathie grandissante de l'opinion populaire et d'une partie de la noblesse pour les calvinistes, Marguerite finit par demander son congé. Elle est remplacée par le duc d'Albe.
Le protestantisme est alors violemment réprimé, le culte catholique étant seul autorisé par le nouveau gouverneur, Ferdinand Alvarez de Tolède duc d'Albe, dont la répression sanglante fait amèrement regretter la fille de l'Empereur. La répression frappe notamment les comtes d'Egmont et de Hornes décapités sur la Grand-Place de Bruxelles (juin 1568).

### Les débuts de laguerre d'indépendance des Pays-Bas(1568-1581)
Cette guerre, qui aboutira à l'indépendance de sept des dix-sept provinces, formant la république des Sept Provinces-Unies des Pays-Bas, commence sous le commandement du prince Guillaume d'Orange, catholique, mais sensible aux revendications des protestants sous l'influence de son conseiller et ami, le calviniste Philippe de Marnix de Sainte-Aldegonde, né à Bruxelles d'une famille d'origine savoyarde. Réfugié en 1567 en Saxe, pays d'origine de son épouse, Guillaume d'Orange (« le Taciturne ») réunit des opposants à la politique espagnole aux Pays-Bas et lance en 1568 une offensive (bataille de Rheindalen) ; la guerre prendra fin seulement 80 ans plus tard avec le traité de Munster de 1648. 
Guillaume d'Orange, noble d'origine allemande issu de la cour de Charles Quint, s'oppose aux actions du Roi d'Espagne depuis qu'il a appris que celui-ci aurait voulu lui faire jouer un rôle dans un projet de massacre de protestants. Les hostilités s'ouvrent entre des troupes regroupant aussi bien des catholiques que des protestants. Mais le conflit se caractérise vite dans une opposition religieuse qui oppose les catholiques aux protestants.
Après sa démission, Marguerite revient à Plaisance, puis part dans les Abruzzes, où elle détient des domaines importants (Leonessa, Cittaducale). Elle est ensuite nommée gouvernante de l'Aquila, où elle entretient une cour d'artistes et d'intellectuels. L'architecte et mathématicien Girolamo Pico Fonticulano conçoit pour elle le palais Marguerite (palazzo Margherita). 
En 1577, la situation étant de nouveau très difficile, Philippe II propose à Marguerite de redevenir gouvernante des Pays-Bas, mais elle refuse.
En 1578, après la mort de don Juan d'Autriche, Alexandre Farnèse, le fils de Marguerite, est nommé gouverneur général, mais en 1579, Philippe II sollicite de nouveau Marguerite, qui cette fois accepte. Elle arrive à Namur en juillet 1580. Son fils, rétrogradé à la fonction de commandant en chef de l'armée espagnole aux Pays-Bas, refuse d'obtempérer à ce partage du pouvoir, de sorte qu'elle renonce à venir à Bruxelles. Elle obtient d'être libérée de sa charge en décembre 1581.

### Dernières années (1582-1586)
Revenue en Italie, elle achète la seigneurie de la ville d'Ortona dans les Abruzzes et y fait construire le palais Farnèse (architecte : Giacomo della Porta), mais ne le verra pas achevé.
En effet, elle meurt en 1586, au palais Mancini d'Ortona, âgée de 63 ans, la même année que son époux Octave. 
Elle est inhumée dans l'église de San Sisto à Plaisance.

## Mémoire
Elle aimait se faire appeler « Madama », c'est pour cette raison que le palais romain hérité des Médicis s'appelle palais Madame, siège de l'actuel Sénat italien.
On trouve aussi une villa Madame à Monte Mario et une ville appelée Castel Madama près de Tivoli.

## Sources
- (it) Cet article est partiellement ou en totalité issu de l’article de Wikipédia en italien intitulé « Margherita d'Austria » (voir la liste des auteurs). 26.5.2007